# 214e régiment d'infanterie
Pour les articles homonymes, voir 214e régiment.
Le 214e régiment d'infanterie (214e RI) est un régiment d'infanterie de l'Armée de terre française constitué en 1914 avec les bataillons de réserve du 14e régiment d'infanterie. Il combat pendant la Première Guerre mondiale, la Seconde Guerre mondiale et la guerre d'Algérie.

## Création et différentes dénominations
- 2 août 1914 : 214e régiment d'infanterie
- 12 juin 1918 : dissolution
- septembre 1939 : 214e régiment d'infanterie
- juin 1940 : dissolution
- 25 avril 1956 : 214e bataillon d'infanterie
- 1er septembre 1956 : devient Ier groupe du 3e régiment d'artillerie

## Chefs de corps
- 2 août 1914 - 13 octobre 1917 : lieutenant-colonel Marie-Louis Jeanjean (promu colonel le 5 mai 1915)
- 13 octobre 1917 - 20 mai 1918 : colonel Nicolas-Henri Hutin
- 20 mai - 6 juin 1918 : chef de bataillon Jean Berducou (par intérim)
- 6 - 12 juin 1918 : colonel Nicolas-Henri Hutin
- 1939 - 1940 : Colonel Genêt
- avril - septembre 1956 : chef d'escadron Charles Letrait[1]

## Historique des garnisons, combats et batailles

### Première Guerre mondiale

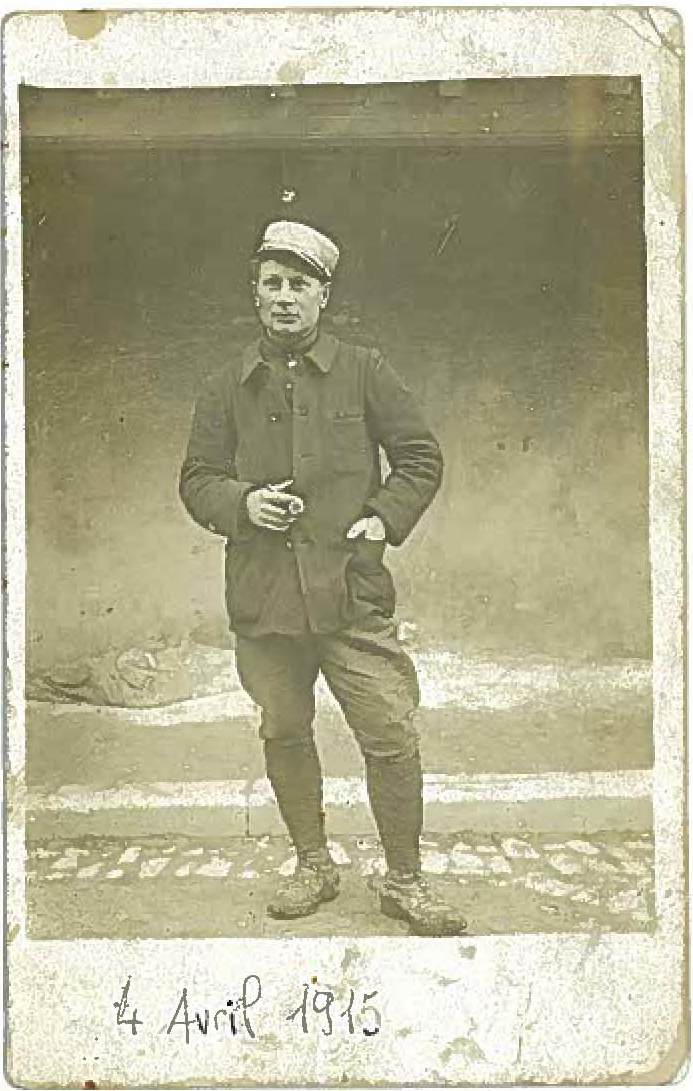
Portrait d'un soldat du, daté du 4/4/1915.

#### Affectation
- 133e brigade de la 67e division d'infanterie d'août 1914 à mars 1917.
- Infanterie divisionnaire de la 157e division d'infanterie jusqu'en juin 1918.

#### 1914
Le régiment est mobilisé à partir du 2 août 1914, à l'effectif de 38 officiers et 2 100 hommes, sous les ordres du lieutenant-colonel Jeanjean. Il quitte Toulouse dès le 11 août 1914 à destination de Caperly (Marne), où il arrive le 13. Déplacé sur la Meuse, il connaît le baptême du feu le 24 août à Senon.
- 24 août, premiers combats vers Villers-sur-Meuse.
- 1er septembre, pertes de 50 hommes vers Brabant-Haumont.
- 6 septembre, Souilly.
- 20 septembre, Saint-Rémy.
- Retraite des III et IVe Armées. Bataille de la Marne
- 4 septembre, Woëvre, Bois des chevaliers.
- 2 octobre, Ranzières, pertes 300 hommes en 2 semaines.

#### 1915
- 5 juin, Tilly-sur-Meuse, Lacroix-sur-Meuse.

#### 1916
- 22 février, Montzéville.
- Bataille de Verdun, Bois des Corbeaux.
- 5 mars, le régiment est bombardé, 300 morts.
- 10 mars, le régiment est relevé.
- 5 avril, défilé devant le maréchal Joffre.
- 20 août, Béthincourt, Mort-Homme.
- Reprise du Fort de Vaux.
- 23 septembre, relevé, pertes 300 hommes.
- tranchée de Molke.

#### 1917
- 28 février, Villers-en-Haye.
- 4 mars, Belfort.
- 17 avril, Haute-Alsace.

#### 1918
- 27 mai 1918 : Seconde bataille de la Marne
- Combats entre L'Aisne et la Marne.

Le régiment est dissous le 12 juin 1918 : les éléments du 4e bataillon passent au 137e RI, ceux du 6e bataillon et la CHR au 64e RI, ceux du 5e bataillon au 93e RI.

### Seconde Guerre mondiale
Formé le 5 septembre 1939 dans le secteur d'Auch par le centre mobilisateur d'infanterie no 171 sous les ordres du colonel Genêt. Il appartient à la 67e division d'infanterie avec la 13e compagnie de pionniers.
Stationnée en Alsace au début de la bataille de France, la 67e DI est bloquée dans le Doubs lorsqu'elle tente de se replier vers le Sud. Encerclée, elle est capturée le 22 et 23 juin.

### Guerre d'Algérie
L'unité est recréée le 25 avril 1956 sous le nom de 214e bataillon d'infanterie. Ce bataillon est formé au camp du Larzac avec des rappelés appartenant en majorité à l'arme de l'artillerie.
Débarqué à Oran le 22 mai, le bataillon commence à opérer au sud de cette ville, la portion centrale du régiment s'installant à Saint-Lucien. Le 1er août 1956, le régiment passe sous la responsabilité du secteur de Tlemcen et reçoit pour mission d'assurer la protection de la conduite d'eau potable approvisionnant Oran (PC du bataillon à Turenne). Il est renommé Ier groupe du 3e régiment d'artillerie le 1er septembre 1956.

## Drapeau
Il porte, cousues en lettres d'or dans ses plis, les inscriptions suivantes :
- Revigny 1914
- Verdun 1916

## Insigne
L'insigne est conçu pour le 214e bataillon d'infanterie en juin-juillet 1956 : écu français ancien, taillé rouge et bleu (couleurs de l'artillerie dont sont issus la plupart des militaires du régiment) chargé d'une croix de Toulouse, sigle en chef.

## Personnages célèbres ayant servi au214eRI
- Le capitaine et musicologue Joseph de Marliave.

## Sources et bibliographie
- Archives militaires du Château de Vincennes.
- À partir du Recueil d'historiques de l'Infanterie française (général Andolenko - Eurimprim 1969).
- Historique du 214e régiment d'infanterie : Guerre 1914-1918, Toulouse, E. Privat, 1920, 71 p., lire en ligne sur Gallica.